# Meromyza zimzerla
Meromyza zimzerla är en tvåvingeart som beskrevs av Nartshuk 1992. Meromyza zimzerla ingår i släktet Meromyza och familjen fritflugor. Arten är reproducerande i Sverige. Inga underarter finns listade i Catalogue of Life.